# Elmar Borrmann
Elmar Borrmann (* 18. Januar 1957 in Stuttgart) ist ein ehemaliger deutscher Fechter, der mit dem Degen zwei olympische Goldmedaillen und eine Silbermedaille gewann. Bei Fechtweltmeisterschaften erreichte Elmar Borrmann dreimal Gold, sechsmal Silber und dreimal Bronze.

## Leben
Elmar Borrmann startete für den Fecht-Club Tauberbischofsheim und besuchte die Kaufmännische Schule Tauberbischofsheim. 1977 war Borrmann erstmals Deutscher Einzelmeister. 1981 und 1984 konnte er diesen Titelgewinn wiederholen. Bei der Weltmeisterschaft 1979 gewann er mit der Mannschaft Silber. Nachdem er wegen des Olympiaboykotts 1980 nicht an den Olympischen Spielen in Moskau teilnehmen konnte, gewann er bei der Weltmeisterschaft 1981 in Clermont-Ferrand Bronze in der Einzelwertung. Zwei Jahre später bei der Weltmeisterschaft 1983 in Wien gewann er Gold in der Einzelwertung und Silber mit der Mannschaft. Es sollte seine letzte Einzelmedaille bei Weltmeisterschaften bleiben.
Bei den Olympischen Spielen 1984 gewann er mit der Mannschaft Gold und wurde Sechster im Einzelwettbewerb. Nachdem er 1985 nicht zur Nationalmannschaft gehört hatte, wurde Elmar Borrmann bei der Weltmeisterschaft 1986 zusammen mit Alexander Pusch, Volker Fischer und Arnd Schmitt Mannschaftsweltmeister. Bei der Weltmeisterschaft 1987, den Olympischen Spielen 1988 und der Weltmeisterschaft 1989 gewann er jeweils Silber mit der Mannschaft. Es folgten ein vierter Platz 1990 und Bronze bei der Weltmeisterschaft 1991. Seine zweite olympische Goldmedaille gewann er 1992 in Barcelona. Dafür erhielt er am 23. Juni 1993 das Silberne Lorbeerblatt.
Bei der Weltmeisterschaft 1993 folgte Bronze, 1994 Silber und 1995 holte er seinen zweiten Weltmeistertitel in der Mannschaft zusammen mit Arnd Schmitt, Mariusz Strzałka und Michael Flegler. Bei seiner vierten Olympiateilnahme 1996 in Atlanta wurde er mit der Mannschaft Vierter. Mit vierzig Jahren gewann er bei der Weltmeisterschaft 1997 zusammen mit Schmitt und Flegler noch einmal Silber.

## Sonstiges
Sein Zwillingsbruder Igor Borrmann war ebenfalls Degenfechter. Igor war für die Olympischen Spiele 1980 nominiert, der Olympiaboykott der Bundesrepublik Deutschland kostete ihn die Teilnahme. Die Qualifikation für die Spiele 1984 in Los Angeles verpasste Igor Borrmann nur knapp, er kam als erster Nachrücker des bundesdeutschen Degen-Aufgebots nicht zum Zug.
Im Seniorenbereich ist Igor Borrmann der erfolgreichere der beiden Brüder, hat im Ü40-Bereich bereits EM-Titel gefeiert. Igor ficht für die TSF Ditzingen. Zwei von seinen drei Kindern, Constanze (* 1997) und Carmen *(1994) fechten ebenfalls für den FC Tauberbischofsheim. Beide sind sehr erfolgreiche und talentierte Fechterinnen und haben schon mehrere Titel geholt. Sein drittes Kind, Philipp (* 2000), ist kein Fechter, er spielt für TTC Bietigheim Tischtennis.

## Auszeichnungen
- 1992: Bambi
- 1993: Silbernes Lorbeerblatt